# Ashraf
Ashraf (arabisch أشرف, DMG Ašraf) ist ein überwiegend männlicher arabischer Vorname sowie Familienname mit der Bedeutung „höchst ehrenwerter Mensch“. Eine deutsche Schreibvariante des Namens ist Aschraf.

## Verbreitung
Der Name kommt in Deutschland seit 2008 regelmäßig in den Hitlisten vor. Von 2010 bis 2023 wurde er circa 170 Mal vergeben. In der Schweiz tragen den Namen 108 Personen (Stand 2023). In Österreich wird der Name seit 2006 hin und wieder in der Namensgebung berücksichtigt. Bis 2023 wurden acht Jungen so genannt. In Frankreich und den Niederlanden wird Ashraf seit Anfang der 1980er Jahre fast jährlich bei der Namenswahl berücksichtigt. In den nordischen Ländern wird der Name besonders häufig in Schweden vergeben, dahingegen gilt er in Dänemark und Norwegen nur als mäßig beliebt.
Der Name befand sich in England und Wales von 1996 bis zur Jahrtausendwende in den Top-1000. In Schottland und Kanada kommt der Name Ashraf seit den 1980er Jahren hin und wieder in den Hitlisten vor. Seine Vergabe ist auch in Belgien und Nordirland nachgewiesen. Der Name kommt in den USA seit Anfang der 1970er jedes Jahr in der Namensgebung vor. Von 1930 bis 2023 wurden etwa 900 Jungen so genannt.

## Namensträger

### Männlicher Vorname
- Ashraf Barhom (* 1979), palästinensisch-israelischer Schauspieler
- Ashraf Fayadh (* 1980), palästinensischer Lyriker und Ausstellungskurator
- Aschraf Ghani (Mohammad Ashraf Ghani; * 1949), afghanischer Politikwissenschaftler und Staatspräsident
- Ashraf Ali Thanwi (1863–1943), indischer islamischer Theologe

### Weiblicher Vorname
- Ashraf Dehghani (* 1948), iranische Oppositionspolitikerin im Exil
- Ashraf Pahlavi (1919–2016), iranische Politikerin und Diplomatin

### Familienname
- Abdallah Balsous Ashraf (* 1979), libyscher Fußballschiedsrichter
- Abdul Rahman Ashraf (* 1944), deutscher Geologe
- Ayman Ashraf (* 1991), ägyptischer Fußballspieler
- Jaffar Ashraf (* 1998), pakistanischer Stabhochspringer
- Kamran Ashraf (* 1973), pakistanischer Hockeyspieler
- Muhammad Ashraf (* 1927), pakistanischer Ringer
- Muhammad Ashraf-Din (* 1934), pakistanischer Ringer
- Nadine Ashraf (* 1993), ägyptische Badmintonspielerin
- Nazar Ashraf (* 1956), irakischer Fußballspieler
- Raja Pervez Ashraf (* 1950), pakistanischer Politiker
- Shahd Ashraf (* 2003), australisch-katarische Leichtathletin
- Sharafuddin Ashraf (* 1995), afghanischer Cricketspieler
- Tamer Ashraf Mohamed (* 2005), ägyptischer Stabhochspringer
- Zeeshan Ashraf (* 1977), pakistanischer Hockeyspieler